# 印第安纳-普渡竞争
印第安纳-普渡竞争是印第安纳大学布卢明顿分校山地人队和普渡大学锅炉工队之间的竞争，这两所大学是印第安纳州的两所旗舰公立大学，同为十大联盟成员。两所大学都有数万名学生，普渡大学位于印第安纳州北部，传统上专注于工程、科学、农业和技术，而印第安纳大学布卢明顿分校位于该州南部，主要专注于文科、商业、法律和艺术。
|  |

印第安纳-普渡竞争被认为是美国最激烈的大学竞争之一，也是十大联盟中最强大和最受关注的大学竞争之一。在所有大学体育竞争中，《新闻周刊》将其列为前12名，《赫芬顿邮报》将其列为第5大竞争。印第安纳州对篮球的深厚热情加剧了竞争的激烈程度。